# Chliaria balua
Chliaria balua är en fjärilsart som beskrevs av Dudley Moulton 1911. Chliaria balua ingår i släktet Chliaria och familjen juvelvingar. Inga underarter finns listade i Catalogue of Life.